# San Genesio ed Uniti
San Genesio ed Uniti (lombardul: San Gines) település Olaszországban, Lombardia régióban, Pavia megyében. Lakosainak száma 4005 fő (2023. január 1.). San Genesio ed Uniti Borgarello, Bornasco, Giussago, Pavia, Zeccone és Sant’Alessio con Vialone községekkel határos.

## Népesség
A település lakossága az elmúlt években az alábbi módon változott:
| Lakosok száma | 3906 | 3907 | 4005 |
|               | 2017 | 2018 | 2023 |